# オズヴァルト・ヨナス
オズヴァルト・ヨナス（オスヴァルト・ヨーナス、Oswald Jonas, 1897年1月10日 - 1978年3月19日）は、オーストリア出身の音楽学者。
ウィーンの商人の家に生まれ、ハインリヒ・シェンカーの友人のモーリッツ・ヴィオリーン（Moriz Violin）に音楽の基礎を教わる。1918年から1920年にかけてシェンカーの下で学び、その後ハンス・ヴァイセ（Hans Weisse）の下で研鑽を続けながらウィーン大学で法律の勉強も並行して行った。1921年に音楽学の学位を取得。1930年から1934年までシュテルン音楽院の講師を務めた。1935年にウィーンでシェンカー研究所を創設し、フェーリクス・ザルツァー（Felix Salzer）と共に雑誌『三和音』を創刊した。
1938年にアメリカに移住し、1941年から1964年にシカゴのルーズベルト大学で教鞭をとる。1962年から1965年および1973年から1975年にウィーン国立音楽院の非常勤講師を務め、晩年はカリフォルニア大学リバーサイド校で教鞭を執った。
カリフォルニア州リバーサイドにて没。

## 著作
- Das Wesen des musikalischen Kunstwerks: Eine Einführung in die Lehre Heinrich Schenkers. Saturn-Verlag, Vienna 1934.

## 註
1. ↑  Oswald Jonas memorial collection - Online Archive of California